# 天鷹座EW
天鷹座EW，又名BD-15 5908，HD 201707、SAO 164204、HR 8102，是天鷹座的一颗恒星，视星等为6.48，位于銀經35.19，銀緯-37.52，其B1900.0坐标为赤經21h 6m 9.9s，赤緯-14° -37.52′ 52″。